# Dean McDermott
 (mai 2019).
Si vous disposez d'ouvrages ou d'articles de référence ou si vous connaissez des sites web de qualité traitant du thème abordé ici, merci de compléter l'article en donnant les références utiles à sa vérifiabilité et en les liant à la section « Notes et références ».
Dean McDermott, né à Toronto le 16 novembre 1966, est un acteur canado-américain plus connu comme personnalité de la téléréalité avec son épouse, l'actrice Tori Spelling, et comme animateur du concours de cuisine Chopped Canada (en). Il a joué le rôle du gendarme Renfield Turnbull dans la série télévisée Due South .

## Filmographie
- 1996 : Au-delà du réel : L'aventure continue (saison 2, épisode 21) : Ray
- 1996 : Dilemmes : Johnny
- 1996 : Jack Reed : Mort et Vengeance : Vasili
- 2001 : Les Liens du cœur : o'Brien
- 2001 : S.O.S vol 534 : Grant Blyth
- 2001 : Un bébé à tout prix : Ron Mckinley
- 2002 : Le Visiteur de Noel : Matthew
- 2003 : Le Mur du secret : Mark Emerson
- 2003 : Open Range : Doc Barlow
- 2004 : The Skulls 3 : Détective Staynor
- 2005 : Au-delà de la vérité : Max Luckett
- 2007 : La Maison du secret : Phil
- 2007 : Embrassez le marié ! : Le plombier
- 2008 : God Blast : Johnny Henry/ Blaze
- 2009 : La Fille du Père Noël 2 : Panique à Polaris (Santa Baby 2 : Christmas Maybe) (TV) : Luke Jessup
- 2011 : Irvine Welsh's Ecstasy : Hugh Thompson
- 2016 : Slasher : Le shérif Iain Vaughn (saison 1)
- 2017 : Dead Again in Tombstone : Le Pacte du Diable : Dr. Goldsworthy